# 野村龍太郎

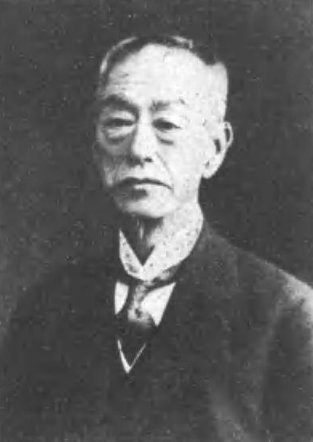
野村竜太郎

野村 龍太郎（のむら りゅうたろう、1859年2月27日（安政6年1月25日） - 1943年（昭和18年）9月18日）は、大正・昭和期の土木技術者・鉄道官僚・実業家。

## 来歴・人物
安政6年に大垣藩士野村藤陰の長男として大垣にて出生。明治5年（1872年）に上京し慶應義塾、東京外国語学校・東京英語学校・東京開成学校（これら3校はともに一高の前身）を経て、1881年（明治14年）7月、東京大学理学部土木工学科卒業。同年、東京府勤務となる。1891年（明治24年）、鉄道庁技師に転じる。1899年（明治32年）3月工学博士となる。1913年（大正2年）5月、鉄道院副総裁に就任。1914年（大正3年）4月7日、錦鶏間祗候に任じられる。
1913年（大正2年）12月、原敬率いる政友会を背景に、南満洲鉄道株式会社（満鉄）総裁となる。着任早々副総裁の伊藤大八が社内制度改革を企てるが、理事・犬塚信太郎がこれに激しく抵抗し、以後自由行動を執り鉄道院総裁仙石貢に実情を訴える。仙石はこれを閣議に諮り野村と伊藤に辞職を勧告し、両者がこれを拒んだため1914年（大正3年）7月15日をもって免職とした。犬塚信太郎は前日の7月14日付で免職となっている。この時、当時鉄道院監督局長として満鉄の監督官を兼務していた中西清一が内閣の措置が不当であるとして自ら職を辞している。
1919年（大正8年）4月、政友会を背景に再び満鉄社長（総裁に相当する）に就任するが、この当時野村は設立されたばかりの大湊興業株式会社の初代社長として業務にあたっており、本人に満鉄に戻る意思はなかった。しかし原敬の度重なる説得に負け再び大連の土を踏むことになる。その後、政友会の森恪の経営する塔連炭鉱を不当な高値で買収するなど一連の「満鉄疑獄事件」が発覚。副総裁・中西清一は逮捕され、1921年（大正10年）5月には野村も更迭された。満鉄総裁に2回就任したのは野村だけだが、いずれも副総裁のために辞任に至った。
1918年（大正7年）6月に設立された大湊興業株式会社は、犬塚信太郎の岳父である鈴木誠作が中心となって立ち上げた会社であるが、野村は創立委員長として設立以前より会社に参画し、犬塚も創立委員に名を連ね、会社設立後は常務取締役として野村社長を支えた。
野村は満鉄社長就任後も相談役として永く大湊興業株式会社の事業に貢献している。
1924年（大正13年）3月には、東京地下鉄道株式会社社長となり、1932年（昭和7年）まで務めた。また、1925年（大正14年）8月に、南武鉄道株式会社社長に就任しており、1934年（昭和9年）11月までその職にあった。
書道に通じ、蓑州と号した。謡曲に通じた他、骨董、書画を愛した。

## 栄典
位階
- 1897年（明治30年）11月30日 - 正六位[14]
- 1903年（明治36年）7月10日 - 従四位[15]
- 1908年（明治41年）8月20日 - 正四位[16]
- 1914年（大正3年）1月20日 - 正三位[17]

勲章等
- 1898年（明治31年）12月28日 - 勲四等瑞宝章[18]
- 1902年（明治35年）12月27日 - 勲三等瑞宝章[19]
- 1906年（明治39年）4月1日 - 旭日中綬章[20]・明治三十七八年従軍記章[21]
- 1940年（昭和15年）8月15日 - 紀元二千六百年祝典記念章[22]

## 親族
- 父藤陰は1827年（文政10年）生まれ。名は煥、字(あざな)は士章。藤陰は號[23]。藩校｢敬教堂」の講官も務め、明治以降は私塾｢鷄鳴塾」で教える傍ら興文義校教員総轄、師範研習学校監事、同校予科教員、岐阜県第一中学兼岐阜県師範学校教員、興文義校付属予備学校漢学教師、華陽学校大垣文教所教諭、同本校教諭を歴任して多くの人材を育てた[24]。
- 姉廣子は戸田鋭之助に嫁す。
- 妻てつ子は大垣藩城代小原鉄心の孫。
- 次男駿吉（1888年生）は嗣子であり三井物産に勤めニューヨークに駐在、シアトル支店長も勤めた。その後三菱商事を経て石油販売業に従事する。妻は増子、一男三女があった[13]。
- 六男陸雄はブラジルに渡った後、拓務省嘱託として当地で勤務、帰国後葉山に隠棲して洋画を研究した[13]。
- 三女美恵子は五代友邦に嫁した[13]。友邦の父五代龍作は五代友厚の婿養子となって家督を相続した[25]。
- 四女壽恵子は赤星喜介に嫁した[13]。